# 혁명에 관하여
혁명에 관하여 ( On Revolution )는 1963년에 영어로 처음 출간된, 한나 아렌트의 작품이다.  그 녀는 18세기에 일어난 미국 독립 혁명과 프랑스 혁명을 비교한다.

## 내용
아렌트는 프랑스 혁명은 재앙이었으며, 반면에 미국 혁명은 성공이었는 데, 이것은 좌익과 마르크스주의자들의 생각과 반대되는 의견이었다.  프랑스혁명이 실패한 가장 큰 이유는 혁명에 가담한 지도자들이 자유를 위한 본래의 목적을 잃어 버리고, 대중을 위한다는 연민에 집중하였기 때문으로 주장한다.  반면 미국의 혁명은 건국아버지들이 자유 헌법의 목적을 지켰고, 그렇게 함으로 정치적 자유가 모든 시민에게 돌아갔다는 것이다. 
아렌트는 미국혁명의 지도자들은 진정한 "배우"들이었고 그들의 헌법이 행동에 이르는 "국가공동체(publics)"을 만든 반면, 프랑스혁명의 지도자들은 행동 보다는 "식량을 위한 요구"에 촛점을 맞추었다고 보았다.  